# (20080) Maeharatorakichi
(20080) Maeharatorakichi est un astéroïde de la ceinture principale.

## Description
(20080) Maeharatorakichi est un astéroïde de la ceinture principale. Il fut découvert le 7 mars 1994 à Kitami par Kin Endate et Kazurō Watanabe. Il présente une orbite caractérisée par un demi-grand axe de 2,34 UA, une excentricité de 0,14 et une inclinaison de 10,1° par rapport à l'écliptique.